# Pseudostellaria jamesiana
Pseudostellaria jamesiana är en nejlikväxtart som först beskrevs av Torrey, och fick sitt nu gällande namn av William Alfred Weber och R.Hartman. Pseudostellaria jamesiana ingår i släktet Pseudostellaria och familjen nejlikväxter. Inga underarter finns listade i Catalogue of Life.